# Ribolla
Ribolla è una frazione del comune italiano di Roccastrada, nella provincia di Grosseto, in Toscana.
Con i suoi 2 438 abitanti è il centro abitato più popoloso del comune.

## Storia

### La miniera e la tragedia del 1954
La miniera di Ribolla fu attiva per più di un secolo, arrivando a un picco produttivo di 270.000 tonnellate annue di carbone nel corso della seconda guerra mondiale.

Funerale delle vittime: bare di alcuni minatori ricoperte con bandiera tricolore e elmetto di lavoro

Ribolla, dagli anni trenta alla metà del Novecento, divenne un villaggio minerario della Montecatini. La miniera fu teatro, il 4 maggio 1954, della più grave tragedia mineraria italiana del secondo dopoguerra. Un'esplosione di gas, il grisù accumulatosi per la scarsa ventilazione in una galleria a 260 metri di profondità, che non permetteva un efficace ricambio dell'aria presente, provocò la morte di 43 persone nella sezione "Camorra Sud" della miniera di lignite. L'onda d'urto percorse le varie gallerie provocando una nube di polvere che rese difficoltosa la respirazione ai minatori anche degli altri reparti. I primi soccorsi furono poco incisivi a causa della mancanza delle maschere antigas. I funerali mobilitarono 50 000 persone. Le famiglie, che dovettero costituirsi parte civile accettarono le offerte in denaro della Montecatini e il processo si concluse con l'assoluzione di tutti gli imputati e il disastro fu archiviato come "mera fatalità". A seguito del disastro la direzione della Montecatini decise la chiusura della miniera, la cui smobilitazione richiese ben cinque anni.
Di quell'episodio rimangono alcuni resti della miniera e il Monumento al minatore di Vittorio Basaglia. La vicenda è estesamente raccontata da Luciano Bianciardi e Carlo Cassola ne I minatori della Maremma, pubblicato nel 1956 dall'editore Laterza, e richiamata nel romanzo di Bianciardi La vita agra (e quindi nell'omonimo film di Carlo Lizzani, tratto dal romanzo) Nel film la miniera si trova in Emilia, a Guastalla, ma le circostanze della tragedia e il numero di morti, 43, sono identici. Sulla tragedia il regista Tommaso Santi ha girato il documentario I bambini della miniera (2016).

## Monumenti e luoghi d'interesse
- Chiesa dei Santi Barbara e Paolo apostolo, moderna chiesa parrocchiale consacrata nel 1941, è intitolata a San Paolo apostolo e a Santa Barbara, patrona della frazione e del comune di Roccastrada. È stata progettata dall'ingegnere Ernesto Ganelli.
- Monumento al minatore, opera dedicata ai minatori di Vittorio Basaglia, situata al centro di Ribolla in via del Parco.
- Diga dei Muracci, fortificazione del XV secolo costruita dalla Repubblica di Siena nei pressi del fiume Bruna.
- Parco tecnologico e archeologico delle Colline Metallifere grossetane, parco che comprende più comuni suddivise in aree, nell'area 34 è inserita anche la miniera di Ribolla.

## Società

### Evoluzione demografica
Quella che segue è l'evoluzione demografica della frazione di Ribolla. Sono indicati gli abitanti del centro abitato e dove è possibile è inserita la cifra riferita all'intero territorio della frazione.
| Anno | Abitanti       | Abitanti |
| Anno | Centro abitato | Frazione |
| ---- | -------------- | -------- |
| 1961 | 1 872          | 2 325    |
| 1981 | 1 846          | 1 992    |
| 1991 | 1 906          | -        |
| 2001 | 2 115          | -        |
| 2011 | 2 438          | -        |

## Economia
Ribolla era nota anche per la sua cooperativa di consumo, fondata nel 1945 come "Minatori, Operai Contadini" (MOC), nel 1959 si fonde con altre cooperative dei comuni di Roccastrada e di Gavorrano ("L'Avvenire" di Sticciano Scalo, "La Libertà" di Sticciano paese, L'"Unione" di Sassofortino, "La Concordia" di Montemassi e "La Castellaccia" di Castellaccia) dando vita a Coop Unione Ribolla.
Coop Unione Ribolla è stata incorporata in Unicoop Tirreno nel 2005, nella ex sede di Coop Unione Ribolla trova attualmente spazio l'Archivio Storico di Unicoop Tirreno.

## Infrastrutture e trasporti
- Ferrovia Giuncarico-Ribolla, dismessa

## Sport
La squadra di calcio della frazione è l'A.S.D. Ribolla 1925, fondata nel 1925, militante in Terza Categoria. Ha sempre disputato campionati dilettantistici regionali e gioca le partite interne allo stadio comunale "Gaetano Scirea".